# Oihan Sancet
Oihan Sancet, né le 25 avril 2000 à Pampelune, est un footballeur international espagnol qui évolue au poste de milieu de terrain à l'Athletic Club.

## Biographie

### En club
Né à Pampelune, en Navarre, Oihan Sancet a pour modèles Andrés Iniesta et Ronaldinho. Il rejoint l'académie de l'Athletic Club en provenance du CA Osasuna en 2015. Le 18 juin 2018, il est appelé en pré-saison avec l'équipe première par le manager Eduardo Berizzo. Début septembre, il subit une blessure au genou gauche, une rupture du ligament croisé antérieur et du ménisque interne, retournant à l'entrainement seulement en mars suivant,.
Pour la saison 2019-2020, Sancet est inclus dans l'équipe senior par le coach Gaizka Garitano. Il fait ses débuts professionnels, en Liga, le 16 août 2019, remplaçant Óscar de Marcos en deuxième mi-temps lors d'une victoire 1-0 à domicile contre le FC Barcelone.
Le 27 juin 2020, titularisé contre le RCD Mallorca, Oihan Sancet marque son premier but en pro avec l'Athletic à la suite d'une frappe sèche, placée à ras du poteau, sur une combinaison de corner.
En 2022, Ernesto Valverde, nouvel entraîneur de l'Athletic Club, fait reculer la position de Sancet au milieu de terrain où il domine la concurrence d'une autre recrue, Ander Herrera.
Le 1er avril 2023, il officialise une prolongation de contrat de huit ans avec l'Athletic Club, la clôture étant désormais fixée en 2032.
En 2024-2025, Sancet inscrit 7 buts durant le premier tiers de la Liga, ce qui fait de lui le milieu de terrain le plus prolifique du championnat à ce stade de la saison. Ayant manqué plusieurs rencontres en janvier en raison de blessures aux chevilles, il inscrit le 8 février un triplé en Liga, le troisième de sa carrière, lors de la réception du Girona FC. Il bat ainsi dès février son record de buts en une saison en Liga. Désigné Joueur du mois de Liga durant ce mois, il est contraint au forfait sur plusieurs rencontres de mars en raison d'une blessure au muscle droit fémoral de la jambe droite.

### En sélection nationale
Sancet est convoqué une première fois avec les espoirs espagnols en octobre 2019, à seulement 19 ans, à la suite du forfait d'Óscar Rodríguez. Il entre en jeu lors du match contre l'Allemagne remplaçant Alejandro Pozo à la 66e minute.
Il figure sur une pré-liste en vue de la Coupe du monde 2022 mais ne figure pas dans la sélection finale de Luis Enrique. Sa première sélection en équipe d'Espagne a lieu le 12 octobre 2023 pour une victoire espagnole 2-0 contre l'Écosse avec Sancet qui inscrit le deuxième but à la 86e minute de jeu.

## Statistiques détaillées
| Saison                | Club                  | Championnat           | Championnat | Championnat | Championnat | Coupe(s) nationale(s) | Coupe(s) nationale(s) | Coupe(s) nationale(s) | Supercoupe | Supercoupe | Supercoupe | Compétition(s) continentale(s) | Compétition(s) continentale(s) | Compétition(s) continentale(s) | Compétition(s) continentale(s) | Espagne | Espagne | Espagne | Total | Total | Total |
| Saison                | Club                  | Division              | M.          | B.          | P.d.        | M.                    | B.                    | P.d.                  | M.         | B.         | P.d.       | Comp.                          | M.                             | B.                             | P.d.                           | M.      | B.      | P.d.    | M.    | B.    | P.d.  |
| 2019-2020             | Athletic Bilbao       | Liga                  | 17          | 1           | 1           | 2                     | 0                     | 0                     | -          | -          | -          | -                              | -                              | -                              | -                              | -       | -       | -       | 19    | 1     | 1     |
| 2020-2021             | Athletic Bilbao       | Liga                  | 24          | 2           | 2           | 2                     | 0                     | 0                     | -          | -          | -          | -                              | -                              | -                              | -                              | -       | -       | -       | 26    | 2     | 2     |
| 2021-2022             | Athletic Bilbao       | Liga                  | 27          | 6           | 4           | 4                     | 0                     | 0                     | 2          | 0          | 0          | -                              | -                              | -                              | -                              | -       | -       | -       | 33    | 6     | 4     |
| 2022-2023             | Athletic Bilbao       | Liga                  | 36          | 10          | 2           | 5                     | 0                     | 0                     | -          | -          | -          | -                              | -                              | -                              | -                              | -       | -       | -       | 41    | 10    | 2     |
| 2023-2024             | Athletic Bilbao       | Liga                  | 30          | 4           | 5           | 8                     | 2                     | 1                     | -          | -          | -          | -                              | -                              | -                              | -                              | 4       | 1       | 0       | 42    | 7     | 6     |
| 2024-2025             | Athletic Bilbao       | Liga                  | 29          | 15          | 1           | -                     | -                     | -                     | -          | -          | -          | C3                             | 7                              | 2                              | 2                              | -       | -       | -       | 36    | 17    | 3     |
| Total sur la carrière | Total sur la carrière | Total sur la carrière | 163         | 38          | 15          | 21                    | 2                     | 1                     | 2          | 0          | 0          | -                              | 7                              | 2                              | 2                              | 4       | 1       | 0       | 197   | 43    | 18    |

## Palmarès
Athletic Bilbao
- Supercoupe d'Espagne : 
  - Vainqueur : 2021
- Coupe d'Espagne de football : 
  - Vainqueur: 2024

 Espagne des moins de 18 ans
- Jeux méditerranéens : 
  -  Médaille d'or en 2018

## Distinction personnelle
- Joueur du mois de Liga en février 2025[15].